# Universität Pierre Mendès-France Grenoble II

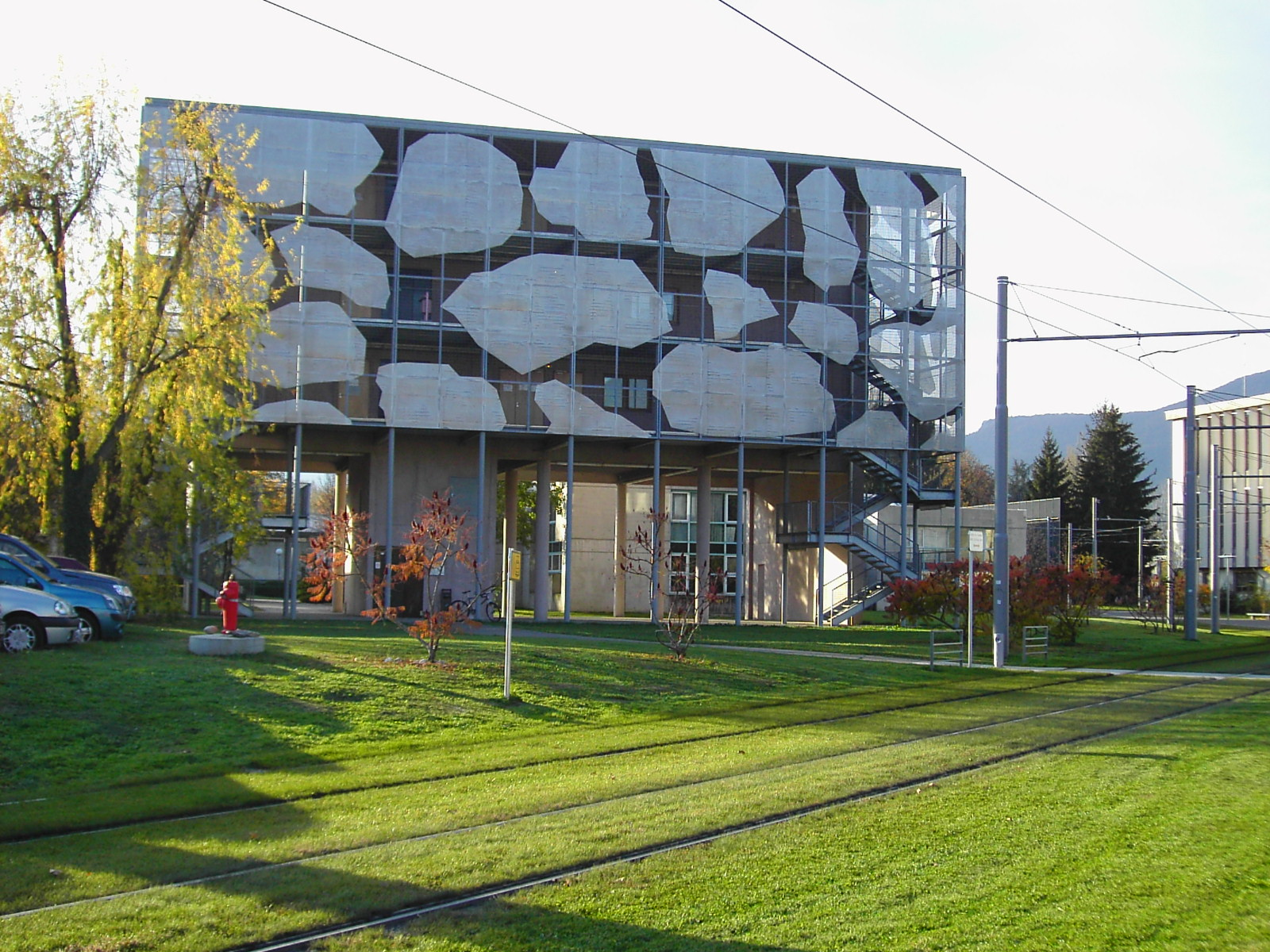
Universität Pierre Mendès-France Grenoble II

Die Universität Pierre Mendès-France Grenoble II (UPMF) (französisch Université Pierre Mendès-France Grenoble II) war eine Universität in Grenoble. Sie ging aus der Aufspaltung der Universität Grenoble im Zuge des Loi Faure aus dem Jahr 1968 hervor und wurde 2016 mit den beiden anderen Universitäten zur Université Grenoble Alpes wiedervereinigt. 
Die Universität Pierre Mendès-France bot Studiengänge in Rechts-, Wirtschafts- und Sozialwissenschaften an. Angegliedert war außerdem das Institut d’Études Politiques de Grenoble (Sciences Po Grenoble). Außerdem verfügte die Universität über eine Außenstelle in Valence mit technischer Ausrichtung. Namensgeber der Universität war der frühere französische Ministerpräsident Pierre Mendès France (1907–1982).